# 1996年1月逝世人物列表
1996年逝世人物列表：1月 - 2月 - 3月 - 4月 - 5月 - 6月 - 7月 - 8月 - 9月 - 10月 - 11月 - 12月
1996年1月逝世人物列表，是用於匯總1996年1月期間逝世人物的列表。

## 依日期排序

### 1日
- 阿利·伯克（Arleigh Burke），94歲，美國海軍上將。[1]
- 多麗·多麗卡，82歲，俄裔義大利女演員。
- 阿利法·里法特，65歲，埃及作家。
- 亞瑟·魯道夫（Arthur Rudolph），89歲，德國火箭工程師。[2]
- 傑西·維羅格（Jessie Vihrog），89歲，南非出生的德國電影女演員。
- 維吉爾·沃格爾（Virgil W. Vogel），76歲，美國電視和電影導演。[3]
- 謝爾蓋·雅科夫列夫，70歲，蘇聯/俄羅斯演員。[4]

### 2日
- 米歇爾·貝托，46歲，法國演員。[5]
- 維亞切斯拉夫·納扎羅夫，43歲，俄羅斯音樂家，死於交通事故。[6]
- 卡爾·拉潘，90歲，奧地利足球運動員和教練。[7]
- 茱莉亞·雷格·里博，84歲，安道爾政治家。
- 胥華·蘇瑟蘭，71歲，迦納作家。

### 3日
- 阿尼巴爾·平托·聖克魯斯，76-77歲，智利經濟學家，心臟病發作而死。
- 特倫斯·庫內奧，88歲，英國藝術家。[8]
- 保羅·利普森，82歲，美國舞台演員。[9]
- 康妮·瑞恩，75歲，美國棒球運動員和教練。[10]
- 理查德·瓦特克維丘斯，62歲，蘇聯/立陶宛賽艇運動員和奧運選手。[11]

### 4日
- 安娜·艾蜜莉·阿伯特，89歲，德國音樂學家。[12]
- 蒂諾·比安奇，90歲，義大利演員，死於肺炎。
- 讓·費特，92歲，法國電影剪輯師。
- 鮑勃·弗拉納根，43歲，美國作家、表演藝術家、詩人、音樂家[13]
- 周明镇，77歲，中國古生物學家。
- 史蒂夫·雷恩斯，79歲，美國演員（生皮）。
- 拉蒙·維奈，84歲，智利歌劇演唱家。[14]

### 5日
- 葉海亞·阿亞什，29歲，哈馬斯的巴勒斯坦首席炸彈製造者，被殺。
- 格斯·比沃納，80歲，美國音樂家。[15]
- 瓦茨拉夫·大衛，85歲，捷克斯洛伐克政治家。
- 林肯·柯斯坦，88歲，美國作家、經紀人、藝術鑒賞家和慈善家。[16]
- 克努特·洛夫斯內斯，77歲，第二次世界大戰期間挪威抵抗運動成員和政治家。
- 汤新娘，93歲，印尼-荷蘭女權活動家、醫生、經濟學家和政治家。
- 埃爾默·辛格爾頓，77歲，美國棒球運動員。[17]

### 6日
- 第一代科里頓男爵亨利·霍普金森，94歲，英國政治家。
- 揚·德·波斯，75歲，荷蘭政治家和經濟學家。[18]
- 威廉·J·戴斯，66歲，美國外交官，死於癌症。[19]
- 杜安·漢森，70歲，美國雕塑家。[20]
- 約翰尼·約翰斯頓，80歲，美國演員和歌手。[21]
- 莫德·凱格，91歲，美國奧吉威傳統主義者，珠子藝術家和作家。
- 約翰·菲力浦斯·凱尼恩，68歲，英國歷史學家。[22]
- 金光石，31歲，韓國音樂家，自殺身亡。
- 庫爾特·施穆克，76歲，德國政治家。
- 科比·懷斯，80歲，美國藍草小提琴手。[23]

### 7日
- 威廉·H·克洛蒂爾，92歲，美國電影攝影師。[24]
- 約翰·A·格羅努斯基，76歲，美國外交官。[25]
- 卡羅利·格羅斯，65歲，匈牙利政治家[26]
- V·庫馬爾，61歲，印度電影配樂作曲家。
- 西頓·勞埃德，93歲，英國考古學家。[27]
- 哈羅德·諾曼·莫爾登克，86歲，美國植物學家和分類學家。
- 岡本太郎，84歲，日本藝術家、藝術理論家、作家，死於帕金森病。[28]
- 比恩韋尼多·桑托斯，84歲，菲律賓作家。[29]
- 海因里希·謝爾，80歲，德國現代歷史學家。
- 亞倫·斯泰爾，84歲，美國電影和電視編輯。

### 8日
- 保羅·克利裡，73歲，美國橄欖球運動員。[30]
- 卡門·孔德，88歲，西班牙詩人、小說家、文學評論家[31]
- 特奧巴爾多·德佩特里尼，81歲，義大利足球運動員和教練。[32]
- 約翰·哈格裡夫斯，50歲，澳大利亞演員[33]
- 費爾南德·勒布朗，78歲，加拿大政治家。
- 喬伊斯·麥卡坦，65歲，北愛爾蘭社區工作者和和平活動家。[34]
- 諾里·麥凱蒂，34歲，蘇格蘭足球運動員
- 三橋美智也，65歲，日本歌手[35]
- 哈倫·米爾斯，76歲，美國計算機科學家和學者。[36]
- 弗朗索瓦·密特朗（法語：François Mitterrand），79岁，法国政治家，曾任法国总统和法国社会党第一書記。[37]
- 霍華德·陶布曼，88歲，美國戲劇評論家。[38]
- 保羅·維亞拉，97歲，法國作家。[39]
- 渡邊禎雄，83歲，日本版畫家。[40]

### 9日
- 阿卜杜拉·卡塞米，89歲，沙烏地阿拉伯作家和知識份子，死於癌症。
- 莫·貝克爾，78歲，美國籃球運動員。[41]
- 羅尼·貝爾，88歲，英國物理化學家。[42]
- 豪伊·布勞恩，83歲，美國籃球運動員和教練。
- 羅傑·弗裡德，49歲，美國棒球運動員。[43]
- 費利克斯·岡薩雷斯-托雷斯，38歲，美國藝術家[44]
- 梅廷·格克泰佩，27歲，土耳其攝影記者，被毆打致死。
- M·拉裡·勞倫斯，69歲，美國外交官。[45]
- 沃爾特·米勒，72歲，美國小說作家[46]
- 費爾斯·娜迪亞，88歲，澳大利亞-印度女演員和特技演員。
- 蘇丹·拉希，57歲，巴基斯坦演員、製片人和編劇
- 奧茲德米爾·薩班奇，54歲，土耳其商人，被謀殺。
- 傑克·史密斯，79歲，美國記者、作家和報紙專欄作家。
- 邁克·西納爾，45歲，美國政治家[47]
- 路易士·威廉·托德拉，84歲，美國數學家，國家安全局副局長[48]
- 丹尼·克斯特拉瓦甘扎，34歲，舞廳現場的美國成員，死於愛滋病相關併發症。

### 10日
- 伊万·德留金，67歲，蘇聯/俄羅斯現代五項運動員和奧運冠軍。[49]
- 雷蒙德·H·福格勒，103歲，美國政治家。
- 迪恩·麥克亞當斯，78歲，美國橄欖球運動員。[50]
- 埃吉迪奧·奧托納，85歲，義大利外交官。[51]
- 唐·理查森，77歲，美國電視導演
- 小約瑟夫·查爾斯·舒爾茨，77歲，美國棒球運動員、經理和教練。[52]

### 11日
- 陈书舫
- 哈羅德·沃爾特·貝利，96歲，英國亞洲語言學者。
- 塔托·博雷斯，70歲，阿根廷演員。
- 羅傑·克羅齊爾，53歲，加拿大冰球運動員[53]
- 埃裡克·赫伯恩，61歲，英國畫家、繪圖員、藝術偽造者和作家.[54]
- 艾克·以撒·艾薩克斯，76歲，緬甸裔英國爵士吉他手。[55]

### 12日
- 愛德華·哈肯，85歲，捷克演員、醫生和歌劇演唱家。
- 埃德蒙·哈波德，65歲，英國工程師和活動家。
- 喬納斯·瓊森，92歲，瑞典運動射手。[56]
- 約瑟夫·庫茲明，85歲，俄羅斯政治家。
- 喬恩·帕蒂斯，美國工程師，被囚禁在伊朗[57]
- 約翰·霍華德·珀內爾，70歲，威爾士化學家。
- 福阿德·西德基，70歲，埃及足球運動員。[58]
- 巴特尔·伦德特·范德瓦尔登，92歲，荷蘭數學家和數學歷史學家。[59]
- 戴沃德，61歲，威爾士足球運動員。[60]

### 13日
- 鄧尼斯·格雷，99歲，義大利裔法國女演員。[61]
- 馬克·赫倫，67歲，美國演員，癌症。
- 迪安·凯利（英語：Dean Kelley），64岁，美国篮球运动员，奥运会冠军。[62]
- 埃斯特·克倫巴喬娃，72歲，捷克電影製片人。[63]
- 鮑比·蘭頓，77歲，英格蘭足球運動員和經理。[64]
- 阿利烏·馬哈米杜，48歲，尼日政治家和總理。
- 小薩姆·默溫，85歲，美國作家。[65]
- 埃琳娜·波赫揚帕，62歲，芬蘭女演員，死於口腔癌。
- 豪爾赫·薩佩利，70歲，烏拉圭政治家。

### 14日
- 安妮·布罗德本特，87歲，英國藝術體操運動員。[66]
- 翁貝托·德雷，70歲，義大利自行車賽車手。[67]
- 雅克·勒布伦，85歲，法國水手。
- 恩諾·圖恩，47歲，土耳其作曲家，死於飛機失事。

### 15日
- 萊斯·巴克斯特，73歲，美國音樂家、歌手和作曲家。[68]
- 理查·科布，78歲，英國歷史學家、散文家和教授。[69]
- 格哈德·赫圖拉，93歲，德國電影攝影師和電影導演。[70]
- 萊索托的莫舒霍二世，57歲，萊索托國王[71]
- 愛德華·馬庫拉，65歲，波蘭飛行員。
- 莫辛·納克維，48歲，巴基斯坦詩人，被謀殺。
- 馬克斯·瓦爾內爾，70歲，法國電影導演。[72]
- 魯道夫·萬德龍，82歲，美國檯球運動員。[73]

### 16日
- 瑪西婭·達文波特，92歲，美國作家和音樂評論家。[74]
- 理查·克莫德，49歲，美國鍵盤手。[75]
- 哈裡·波茨，75歲，英格蘭足球運動員和經理。[76]
- 库尔特·斯万斯特伦，80歲，瑞典足球運動員。

### 17日
- 阿諾德·安德森，83歲，紐西蘭短跑運動員。
- 芭芭拉·喬丹，59歲，美國政治家[77]
- 查爾斯·梅奇，83歲，英國詩人、記者和社會學家。[78]
- 哈裡·羅伯遜，63歲，蘇格蘭音樂家、樂隊領隊和作曲家。[79]
- 胡安·路易士·塞貢多，70歲，烏拉圭牧師和神學家。[80]
- 朱學範，90歲，中國政治家。

### 18日
- 奧斯羅·科布，91歲，美國律師和政治家。[81]
- 萊昂諾·菲尼，87歲，阿根廷畫家、設計師和作家。[82]
- 第一代格倫德萬男爵約翰·霍普，83歲，英國政治家。[83]
- 拉瑪·勞，72歲，印度演員、製片人、導演和政治家[84]
- 阿爾貝托·魯歇爾，77歲，巴西演員、製片人和導演。[85]

### 19日
- 烏彭德拉納特·阿什克，85歲，印度小說家、短篇小說家和劇作家。[86]
- 伯納德·貝利（Bernard Baily），79歲，美國漫畫家。
- A.G.加斯頓，103歲，美國商人。[87]
- 卡西姆·居萊克（KasımGülek），91歲，土耳其政治家。[88]
- 拜倫·基思（Byron Keith），78歲，美國演員（77日落大道，蝙蝠俠，陌生人），心臟病發作。
- 安東·邁勒（Anton Myrer），73歲，美國作家，白血病。[89]
- 唐尼·施密特（Donny Schmit），29歲，美國摩托車賽車手，再生障礙性貧血。
- 唐·辛普森（Don Simpson），52歲，美國電影製片人（《壯志凌雲》《比佛利山莊員警》《岩石》），心力衰竭。[90]
- Lucien Theys，68歲，比利時長跑和障礙賽選手。[91]
- 哈羅德·沃爾普（Harold Wolpe），70歲，南非政治經濟學家。

### 20日
- 巴斯特·本頓，63歲，美國藍調吉他手和歌手[92]
- 托馬斯·迪米特羅夫，60歲，美國和加拿大足球運動員和教練。[93]
- 西德尼·科爾沙克，88歲，美國律師，芝加哥黑手黨的“修復者”。[94]
- 約瑟夫·默曼斯，73歲，比利時足球運動員。
- 傑瑞·穆勒根，68歲，美國爵士男中音薩克斯手，編曲家和作曲家[95]
- 羅維，77歲，中國電影導演[96]

### 21日
- 喬丹·克裡斯托弗，55歲，美國演員和歌手。
- 羅曼·切斯萊維奇，66歲，波蘭藝術家，死於喉癌。[97]
- 赫伯特·麥克弗，89歲，美國運動員和教練。
- 彼得·史塔登，85歲，英國鋼琴家。[98]
- 亨利·塞拉諾·維拉德，95歲，美國外交官和作家[99]

### 22日
- 威廉·坎特雷爾，87歲，美國摩托艇和賽車手。
- 伊斯雷爾·伊利達，85歲，以色列哲學家。[100]
- 迪克·蘭德，64歲，美國棒球運動員。[101]
- 彼得·谢列斯特，87歲，蘇聯/烏克蘭政治家。

### 23日
- 克里夫·格裡菲斯，79歲，美國賽車手。
- 諾曼·麥凱傑，85歲，蘇格蘭詩人和教師。[102]
- 理查·坂木田，75歲，美國情報人員。
- 羅伯托·德爾加多，76歲，德國音樂家。[103]
- 阿特·懷特，80歲，美國橄欖球運動員。[104]

### 24日
- 吉米·戴维森，70歲，蘇格蘭足球運動員。
- 桑多爾·伊哈羅斯，65歲，匈牙利長跑運動員。[105]
- 湯姆·特雷西，61歲，美國橄欖球運動員。[106]
- 維姆·昂博，62歲，印尼電影導演。
- 山口清吾，71歲，日本合氣道教練和合氣會老師。

### 25日
- 比利·貝利，49歲，美國殺人犯[107]
- 露絲·貝格豪斯，68歲，德國歌劇舞台導演[108]
- 安東尼諾·布埃納文圖拉，91歲，菲律賓作曲家和音樂家。
- 安赫爾·加西亞，76歲，古巴短跑運動員。[109]
- 傑克·哈登，81歲，美國橄欖球運動員。[110]
- 肖卡特·海珊，67歲，巴基斯坦塔布拉演奏家。
- 喬納森·拉爾森，35歲，美國作曲家和劇作家[111]
- 尤里·列維坦斯基，74歲，俄羅斯詩人和作家。[112]

### 26日
- G·C·貝爾考威爾，92歲，荷蘭神學家。[113]
- 哈羅德·布羅德基，65歲，美國短篇小說作家和小說家[114]
- 索爾·古德曼，88歲，美國定音鼓演奏家。[115]
- 畑和，85歲，日本政治家和律師。
- 弗蘭克·霍華德，86歲，美國橄欖球運動員和教練。[116]
- 查尔斯·朱特劳，95歲，美國速度滑冰運動員。[117]
- 伊日·科塔利克，75歲，捷克藝術史學家和畫廊總監。[118]
- 亨利·路易斯，63歲，美國指揮家[119]
- 格奧爾格·亞歷山大，74歲，德國貴族。
- 鮑勃·帕斯托爾，82歲，美國拳擊手。[120]
- 艾倫·羅伯特·菲力浦斯，81歲，美國鳥類學家
- 史蒂夫·普蘭德，32歲，澳大利亞吉他手和創作歌手
- 戴夫舒爾茨，36歲，美國摔跤手和謀殺受害者[121]
- 霍爾馬斯吉·馬內克吉·塞爾瓦伊，89歲，印度律師。
- 約翰·阿爾伯特·泰勒，36歲，美國殺人犯[122]
- 迪米特裡·扎伊茨，78歲，美國鉛球推桿。[123]

### 27日
- 陈楚
- 奧爾加·哈夫洛娃，62歲，捷克活動家，總統瓦茨拉夫·哈维尔的第一任妻子[124]
- 維亞切斯拉夫·列梅舍夫，43歲，奧運會拳擊手。[125]
- 派翠克·勒德洛，92歲，英國演員。[126]
- 湯瑪斯·米切爾，93歲，英國板球運動員。
- 費瑟沃洛德·沙納耶夫，83歲，俄羅斯/蘇聯演員。[127]
- 芭芭拉·斯克爾頓，79歲，英國回憶錄作家、小說家和社會名流。[128]
- 拉爾夫·亞伯洛，92歲，美國政治家和律師。[129]

### 28日
- D·K·巴魯阿，81歲，印度政治家。
- 约瑟夫·亚历山德罗维奇·布罗茨基，55歲，俄裔美國詩人[130]
- 伯恩·霍加斯，84歲，美國漫畫家。[131]
- 皮耶羅·巴勒米尼，70歲，義大利演員。
- 傑里·西格爾，81歲，美國漫畫家，《超人》的聯合創作者[132]
- 喬·維登格仁，88歲，瑞典歷史學家和學者。[133]
- 山友，77歲，緬甸將軍、政治家、緬甸總統。[134]

### 29日
- 朱利葉斯·波森納，91歲，德國建築歷史學家和作家。[135]
- 特倫斯·裡斯，82歲，英國橋牌運動員和作家。[136]
- 比爾·索倫森，紐西蘭橄欖球運動員、教練和行政人員。
- 傑米·烏亞斯，74歲，南非電影導演、電影製片人和編劇[137]

### 30日
- 弗里德里希·本弗，90歲，德國演員。
- 蓋·都門，72歲，紐西蘭演員[138]
- 吉諾·加拉格爾，33歲，愛爾蘭共和黨人，愛爾蘭民族解放軍成員，被槍殺。
- 鮑勃·蒂勒，73歲，美國唱片製作人和音樂主管[139]

### 31日
- E.C.L.卡斯珀，61歲，荷蘭考古學家。[140]
- 奧勒·哈爾伯格，92歲，瑞典跳遠運動員和奧運選手。[141]
- 魯弗斯·G·赫林，74歲，美國海軍榮譽勳章獲得者。
- 沃爾夫·卡爾尼，84歲，芬蘭足球裁判。
- 古斯塔夫·所羅門，65歲，美國數學家和電氣工程師。[142]